# Cyclosorus scaberulus
Cyclosorus scaberulus är en kärrbräkenväxtart som beskrevs av Ren-Chang Ching. Cyclosorus scaberulus ingår i släktet Cyclosorus och familjen Thelypteridaceae. Inga underarter finns listade.